# NGC 7515
NGC 7515 est une galaxie spirale située dans la constellation de Pégase. Sa vitesse par rapport au fond diffus cosmologique est de 4 106 ± 26 km/s, ce qui correspond à une distance de Hubble de 60,6 ± 4,3 Mpc (∼198 millions d'al). NGC 7515 a été découverte par l'astronome germano-britannique William Herschel en 1784. Elle fut redécouverte indépendamment par l'astronome américain Lewis Swift le 29 septembre 1886.
NGC 7515 présente une large raie HI.

## Groupe de NGC 7515
NGC 7515 est un membre d'un groupe de galaxies qui porte son nom. Selon Levy et ses collègues, il s'agit d'un groupe d'avant plan de l'amas de Pégasus I en compagnie de 16 autres galaxies. Ces galaxies sont NGC 7469, NGC 7495, NGC 7515, NGC 7529, NGC 7535, NGC 7536, NGC 7570, NGC 7580, NGC 7591, IC  5283, IC  5292, UGC 12370, UGC 12423, UGC 12426, UGC 12547 et UGC 12555.
Certaines des galaxies mentionnées par Levy et ses collègues sont aussi mentionnées par A.M. Garcia dans un article publié en 1993, soit NGC 7515, NGC 7535, NGC 7536, NGC 7570 et NGC 7580. À ces cinq galaxies, Garcia ajoute les galaxies NGC 7563, UGC 12388, UGC 12403 et MCG 2-59-2. Elles sont dans la même région du ciel et à des distances semblables que les 16 galaxies retenues par Levy. Si l'on ajoute ces quatre dernières galaxies au groupe de NGC 7515, on obtient un total de 20 membres.